# 高各庄站
高各庄站是一个京承铁路上的铁路车站（有茶高联络线连接大秦铁路茶坞站），位于北京市怀柔区高各庄村，建于1955年，目前为四等站，邮政编码为101300。目前客运：办理旅客乘降；不办理行李、包裹托运；货运：办理专用线整车货物发到；。